# Чёрная роза — эмблема печали, красная роза — эмблема любви
«Чёрная роза — эмблема печали, красная роза — эмблема любви» — советский кинофильм 1989 года режиссёра Сергея Соловьёва. Вторая часть трилогии режиссёра «Асса» (1987) / «Чёрная роза — эмблема печали, красная роза — эмблема любви» (1989) / «Дом под звёздным небом» (1991).
Фильм был показан в программе «Особый взгляд» Каннского кинофестиваля 1990 года.

## Сюжет
СССР, перестроечные годы. В одном арбатском доме, который готовится к сносу, находится коммунальная квартира. В этой квартире живут только два человека: Митя Лобанов — пятнадцатилетний сирота и потомок белоэмигранта, князя Лобанова-Ртищева, мечтающий стать нахимовцем — и Толик Гнилюга — лимитчик-диссидент, самогонщик и находящийся на инвалидности завсегдатай больницы имени Кащенко, которому каждую ночь снится залп «Авроры». Богатый дед периодически присылает Мите письма, в которых призывает его одуматься и иммигрировать во Францию, но тот остаётся в СССР. Однажды, пока Митя был в магазине, в его комнату через окно влезает девушка-бунтарка Александра, запертая в соседнем доме, где живёт её бабушка, своим отцом Ильёй — номенклатурным чиновником и приверженцем идей реального социализма. Александра забирается в коммунальную квартиру, чтобы позвонить по телефону своему любовнику — сорокалетнему женатому шутнику-мачо Владимиру (её отец обрезал бабушкин телефон). По приходе домой Митя замечает её. Происходит знакомство. Александра просит его помочь ей — дело в том, что она уже назначила Владимиру свидание с застольем в его комнате. Митя, соскучившийся по общению, соглашается предоставить им свою комнату.
Вскоре приходит Владимир и нахально отправляет хозяина комнаты забрать в своей машине шампанское. Пока Митя отлучается, у Александры и Владимира случается связь. Случайным свидетелем этого становится Толик. Митя представляет ему гостей как своих родственников. Толик пытается внести свой вклад в застолье принесённым «специализированным компотом „Русалочка“» (так он называет свою брагу на изюме), однако начинает размышлять о своей судьбе и срывается на крик. Ответом Владимира становится громкое слушание музыки и танцы. Вечером Митя и Александра рассказывают друг другу о своих родственниках. Параллельно на экране демонстрируется другая история, стилизованная под хронику и рассказывающая о проблемах Сталина со здоровьем.
Проходит два месяца. В гости к Мите приезжает его опекун Николай Николаевич Плевакин (он же дядя Кока) — кузнец из Люберец. Толик рассказывает всем историю о том, как его и других пациентов в больнице заставляли смотреть по телевизору похороны Брежнева. В квартире снова появляется уже беременная и поссорившаяся с родителями и Владимиром Александра, которая просит Митю ненадолго дать ей возможность пожить в его комнате, пока она где-нибудь не снимет подходящее жильё. Лобанов соглашается. Следом в квартире появляется и сам Владимир, который, не желая брать на себя ответственность, пытается уговорить Александру сделать аборт, но та категорически отказывается. Затем в доме появляются родители Александры. Узнав, что семейный Владимир изменяет жене с его дочерью, Илья избивает Владимира и выбивает ему зуб. Дядя Кока, почуяв неладное, требует гостей предоставить документы. Толик орёт. Далее начинается настоящий бред — Александра, Владимир, Илья, дядя Кока, Толик и мать Александры начинают танцевать, горланить песни, курить, кричать, бренчать на пианино и кидаться пирожными. Неведомым образом в комнате оказываются (и так же неожиданно исчезают) маленький ангел и Сергей Соловьёв, из шкафа вылезает Борис Гребенщиков, который вместе с вылезшей оттуда же группой «Аквариум» исполняют песню «Корабль уродов». Митя, единственный здравомыслящий в этой вакханалии, с удивлением наблюдает за происходящим. Желая прекратить эту чепуху, он заявляет, что это он является отцом ребёнка, делает Александре предложение и фактически спасает ситуацию. Илья интересуется, на какие деньги супруги будут жить, на что Митя отвечает, что его дедушка умер и оставил ему миллионное наследство. Дядя Кока на правах опекуна пытается заявить о своих правах на наследство, но отец Александры — юрист по образованию — умеряет его пыл, так как на момент вступления человека в брак опекунство прекращается, а потому Митя, который скоро женится, как прямой наследник сам распоряжается капиталом. Дядя Кока падает в обморок. Мать Александры, довольно нервная и помешавшаяся на балете женщина, также падает в обморок. Через месяц Толик встречает её на прогулке в больнице, где она восторженно отзывается о Владимире, ни разу при этом не вспомнив о своей дочери.
Наступает зима. Митя и Александра, оформившие брак, живут вместе. Толик и дядя Кока становятся лучшими друзьями. Внезапно в квартире опять появляется Владимир, который желает жить вместе с молодожёнами, однако Толик, бывший свидетелем на свадьбе, заявляет, что он тут «третий лишний». Затем в комнату приходит тесть Владимира в парадном костюме, который, плача и заикаясь, пытается зазвать загулявшего зятя домой, однако тот отказывается. Чтобы успокоить гостя, Толик и дядя Кока угощают его самогоном. Захмелевший тесть вспоминает о своём друге — прогрессивном негре, которого Толик тоже решает позвать в гости. Тесть, его друг, Толик и дядя Кока быстро пьянеют и веселятся. Толик (то ли от нервного расстройства, то ли от самогона) неожиданно умирает. Недоумевающие гости, в том числе и Володя, уходят. Дядя Кока плачет. Толика хоронят на Ваганьковском кладбище в могиле матери Мити с его на то согласия.
В эпилоге дядя Кока и Светлана, его хорошая знакомая из Люберец, приходят на Рождество в квартиру Мити, чтобы стать его крёстными родителями. Александра родила, а Митя принял решение креститься в православии. Приглашённый батюшка крестит подростка прямо дома, в новом тазике. На финальных кадрах показывается барк «Седов», на котором Митя, ставший нахимовцем, под песню «Лой Быканах» работает вместе с другими моряками.
В фильме периодически появляется загадочный персонаж - голая женщина, имя которой не называется. Её роль исполнила Светлана Дзасухова.

## В ролях
- Татьяна Друбич — Александра
- Александр Абдулов — Владимир, отец ребёнка
- Михаил Розанов — Дмитрий Лобанов (Митя), хозяин комнаты
- Александр Баширов — Анатолий Феоктистович (Толик) Гнилюга, сосед Мити по коммуналке
- Илья Иванов — Николай Плевакин (дядя Кока), опекун и крёстный Мити
- Александр Збруев — Илья, отец Александры
- Людмила Савельева — мать Александры
- Михаил Данилов — тесть Владимира
- Ассам Куйятте (Мали) — прогрессивный негр
- Юрий Шумило — генерал Брежнев, культурист-ниндзя
- Георгий Саакян — Сталин
- Сергей Макаров — пациент больницы
- Борис Гребенщиков — капитан «Корабля уродов» (камео)
- Сергей Соловьёв — камео (в титрах не указан)
- Анна Друбич — ангел на шкафу
- Светлана Дзасухова — эпизод.

В одной из эпизодических ролей снимался Виктор Бешляга (сыгравший Альберта Петровича в «Ассе»), однако при монтаже его роль вырезали из фильма практически без остатка.

## Съёмочная группа
- Автор сценария: Сергей Соловьёв
- Режиссёр: Сергей Соловьёв
- Оператор-постановщик: Юрий Клименко
- Художник-постановщик: Марксэн Гаухман-Свердлов
- Художник по костюмам: Наталья Дзюбенко
- Автор песен: Борис Гребенщиков
- Композитор: Андрей Романов
- Исполнение песен: группа «Аквариум»
- Звукооператор: Валерий Рейзес
- Запись музыки: Владимир Венгеровский

## Саундтрек
Саундтрек к фильму создан Борисом Гребенщиковым и группой «Аквариум». Он был выпущен в 1990 году на советском лейбле «Мелодия» в виде винилового двойного альбома «Чёрная роза — эмблема печали, красная роза — эмблема любви», затем переиздан на CD в 1998 году (с 18 песнями из 22-х) и в 2000 году в составе сборника «Фильмография».
Второй голос в главной песне фильма «Лой Быканах» спел по приглашению Гребенщикова Андрей Горохов из группы «Адо».
В фильме использована музыка из оперы Глюка «Орфей и Эвридика», а также песня Соловьёва-Седого «Марш нахимовцев».